# Саобраћајни полигон за обуку за самостално кретање слепих и слабовидих
Саобраћајни полигон за обуку за самостално кретање слепих и слабовидих специјално је осмишљен и опремљен простор у школама за слепе и слабовиде особе на коме се оне оспособљавају за самостално кретање на простору града  по школским правилима и програмима за обуку слепих и слабовидих особа.

## Оријентација и мобилност
Оријентација се односи на способност да слепа или слабовида особа зна  где се налази и куда желите да иде, да ли се крећ из једне собе у другу, ходате од куће до центра града, вози  аутобусом од једног места до другог или се „оријентишете“ на ново градилиште или школски простор.
Мобилност  се односи на способност безбедног, ефикасног и ефективног кретања са једног места на друго. То значи самоуверено ходање без спотицања или пада, прелазак улице и коришћење јавног превоза. Мобилност учења такође укључује учење употребе основних алата као што је штап или чак монокул за оне са слабим видом, као и стратегије, као што је ослушкивање саобраћајних образаца приликом преласка улице или коришћење приступачних сигнала за пешаке.

## Полигон у Србији
Први такав  полигон изграђен је у Србији 2018. године у Београду у Школи за ученике оштећеног вида „Вељко Рамадановић” у Земуну.
Полигон се састоји из четири дела, за :
- обуку у кретању по правој и кривој стази,
- препознавање различитих површина,
- обуку у кретању на пешачком прелазу са семафорима,
- обуку у кретању на степеницама и мосту.

Полигон је опремљен следећом техничком и грађевинском инфраструктуром:
- семафорима, са звучном, тактилном, светлосном  и вибрационом опремом,
- грађевинским елементе који се налазе на улици, како слепе и слабовиде особе након тренинга на полигону не би имале проблема да се оријентишу када изађите на улицу, улазе у градски превоз или установе.

## Услови
Да би обука на овим полигонима дала резултате градске власти би требало да сваку раскрсницу и семафор у великим градовима опреме звучном сигнализацијом, а тротоаре и препреке означе на посебан законом прописан начин јер  само тако би се слепе и слабовиде особе могле кретали на прави начин.
ВИДИ ЈОШ